# Cape Conway
Cape Conway är en udde i Antarktis. Den ligger på Snow Island i Sydshetlandsöarna. Argentina, Chile och Storbritannien gör anspråk på området.
Terrängen inåt land är platt åt nordväst, men åt nordost är den kuperad. Havet är nära Cape Conway söderut. Trakten är obefolkad. Det finns inga samhällen i närheten.